# Fabián Slančík
Fabián Slančík (* 22. září 1991, Veľký Krtíš) je slovenský fotbalový útočník, hráč klubu FC Zbrojovka Brno. Mimo Slovensko působil na klubové úrovni v Česku.

## Klubová kariéra
Svoji fotbalovou kariéru začal v Veľkém Krtíši, odkud v průběhu mládeže přestoupil do Banské Bystrice. V roce 2010 se propracoval do prvního týmu, odkud odešel na hostování do LAFC Lučenec. Před sezónou 2014/15 se stal hráčem české Zbrojovky Brno, která se pro hráče stala prvním zahraničním angažmá. Ve Zbrojovce však příliš nehrál a v červenci 2015 proto zamířil na roční hostování s opcí do Spartaku Myjava. V lednu 2016 se však vrátil do Zbrojovky Brno.

### Externí odkazy

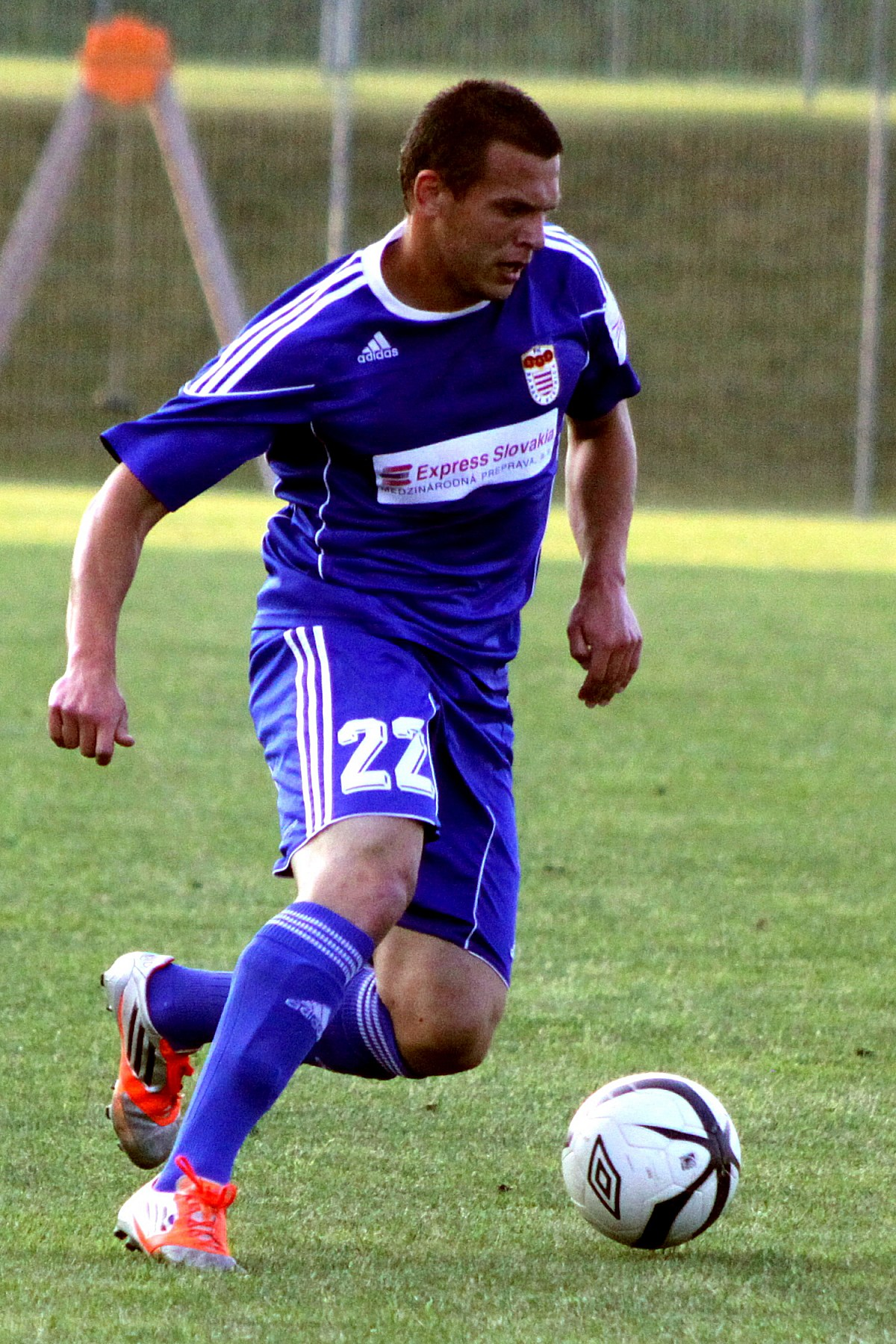
Fabián Slančík